# Campionato europeo di calcio per amputati 2017
Il campionato europeo di calcio per amputati 2017 è stata la 1ª edizione del Campionato europeo di calcio per amputati maschili organizzato dalla European Amputee Football Federation. Il torneo è stato vinto dalla Turchia, che, nella finale ha sconfitto l'Inghilterra per 2-1 e si è così aggiudicata il 1º titolo di campione d'Europa.

## Squadre partecipanti
- Belgio
- Inghilterra
- Francia
- Georgia
- Germania
- Grecia
- Irlanda
- Italia
- Polonia
- Russia
- Spagna
- Turchia

## Fase finale

### Sorteggio dei gruppi
Il sorteggio si è svolto il 19 agosto 2017 con le seguenti fasce di merito:
| Urna 1                       | Urna 2                          | Urna 3                         | Urna 4                      |
| ---------------------------- | ------------------------------- | ------------------------------ | --------------------------- |
| - Turchia - Russia - Polonia | - Inghilterra - Spagna - Italia | - Germania - Irlanda - Francia | - Belgio - Grecia - Georgia |

### Fase a gironi
| Girone A | Girone B | Girone C    |
| -------- | -------- | ----------- |
| Turchia  | Polonia  | Russia      |
| Spagna   | Italia   | Inghilterra |
| Germania | Francia  | Irlanda     |
| Georgia  | Belgio   | Grecia      |

#### Gruppo A

##### Classifica
| Pos. | Squadra  | Pt | G | V | N | P | GF | GS | DR  |
| ---- | -------- | -- | - | - | - | - | -- | -- | --- |
| 1.   | Turchia  | 9  | 3 | 3 | 0 | 0 | 20 | 0  | +20 |
| 2.   | Spagna   | 6  | 3 | 2 | 0 | 1 | 6  | 5  | +1  |
| 3.   | Germania | 1  | 3 | 0 | 1 | 2 | 1  | 9  | -8  |
| 4.   | Georgia  | 1  | 3 | 1 | 0 | 2 | 1  | 14 | -13 |

##### Risultati
| 2 ottobre | Turchia | 7 – 0 referto | Germania | Riva Sport Center |

| 3 ottobre | Spagna | 4 – 0 referto | Georgia | Riva Sport Center |

| 4 ottobre | Spagna | 2 – 1 referto | Germania | Riva Sport Center |

| 4 ottobre | Turchia | 9 – 0 referto | Georgia | Riva Sport Center |

| 5 ottobre | Germania | 1 – 1 referto | Georgia | Riva Sport Center |

| 5 ottobre | Turchia | 4 – 0 referto | Spagna | Riva Sport Center |

#### Girone B

##### Classifica
| Pos. | Squadra | Pt | G | V | N | P | GF | GS | DR  |
| ---- | ------- | -- | - | - | - | - | -- | -- | --- |
| 1.   | Polonia | 9  | 3 | 3 | 0 | 0 | 12 | 1  | +11 |
| 2.   | Italia  | 4  | 3 | 1 | 1 | 1 | 4  | 3  | +1  |
| 3.   | Francia | 4  | 3 | 1 | 1 | 1 | 5  | 5  | 0   |
| 4.   | Belgio  | 0  | 3 | 0 | 0 | 3 | 0  | 12 | -12 |

##### Risultati
| 3 ottobre | Polonia | 5 – 1 referto | Francia | Riva Sport Center |

| 3 ottobre | Italia | 4 – 0 referto | Belgio | Riva Sport Center |

| 4 ottobre | Italia | 0 – 0 referto | Francia | Riva Sport Center |

| 4 ottobre | Polonia | 4 – 0 referto | Belgio | Riva Sport Center |

| 5 ottobre | Francia | 3 – 0 referto | Belgio | Riva Sport Center |

| 5 ottobre | Polonia | 3 – 0 referto | Italia | Riva Sport Center |

#### Girone C

##### Classifica
| Pos. | Squadra     | Pt | G | V | N | P | GF | GS | DR  |
| ---- | ----------- | -- | - | - | - | - | -- | -- | --- |
| 1.   | Inghilterra | 9  | 3 | 3 | 0 | 0 | 10 | 0  | +10 |
| 2.   | Russia      | 6  | 3 | 2 | 0 | 1 | 12 | 1  | +11 |
| 3.   | Irlanda     | 3  | 3 | 1 | 0 | 2 | 4  | 3  | +1  |
| 4.   | Grecia      | 0  | 3 | 0 | 0 | 3 | 0  | 22 | -22 |

##### Risultati
| 3 ottobre | Inghilterra | 8 – 0 referto | Grecia | Riva Sport Center |

| 3 ottobre | Russia | 2 – 0 referto | Irlanda | Riva Sport Center |

| 4 ottobre | Inghilterra | 1 – 0 referto | Irlanda | Riva Sport Center |

| 4 ottobre | Russia | 10 – 0 referto | Grecia | Riva Sport Center |

| 5 ottobre | Irlanda | 4 – 0 referto | Grecia | Riva Sport Center |

| 5 ottobre | Russia | 0 – 1 referto | Inghilterra | Riva Sport Center |

### Fase a eliminazione diretta

#### Tabellone
|  | Quarti di finale | Quarti di finale | Quarti di finale |             |             | Semifinali  | Semifinali | Semifinali |  |  | Finale | Finale | Finale |  |
|  |                  |                  |                  |             |             |             |            |            |  |  |        |        |        |  |
|  | A1               | Turchia          | 2                |             |             |             |            |            |  |  |        |        |        |  |
|  | A1               | Turchia          | 2                |             |             |             |            |            |  |  |        |        |        |  |
|  | C2               | Russia           | 1                |             |             |             |            |            |  |  |        |        |        |  |
|  | C2               | Russia           | 1                |             | Turchia     | Turchia     | 2          |            |  |  |        |        |        |  |
|  |                  |                  |                  |             | Turchia     | Turchia     | 2          |            |  |  |        |        |        |  |
|  |                  |                  | Polonia          | Polonia     | 0           |             |            |            |  |  |        |        |        |  |
|  | B1               | Polonia          | Polonia          | Polonia     | 0           | 5           |            |            |  |  |        |        |        |  |
|  | B1               | Polonia          |                  |             |             |             |            |            |  |  |        |        |        |  |
|  | C3               | Irlanda          | 0                |             |             |             |            |            |  |  |        |        |        |  |
|  | C3               | Irlanda          | 0                |             | Turchia     | Turchia     | 2          |            |  |  |        |        |        |  |
|  |                  |                  |                  |             |             |             |            |            |  |  |        |        |        |  |
|  |                  |                  | Inghilterra      | Inghilterra | 1           |             |            |            |  |  |        |        |        |  |
|  | C1               | Inghilterra      | Inghilterra      | Inghilterra | 1           | 2           |            |            |  |  |        |        |        |  |
|  | C1               | Inghilterra      |                  |             |             |             |            |            |  |  |        |        |        |  |
|  | B3               | Francia          | 0                |             |             |             |            |            |  |  |        |        |        |  |
|  | B3               | Francia          | 0                |             | Inghilterra | Inghilterra | 3          |            |  |  |        |        |        |  |
|  |                  |                  |                  |             | Inghilterra | Inghilterra | 3          |            |  |  |        |        |        |  |
|  |                  |                  | Spagna           | Spagna      | 0           |             |            |            |  |  |        |        |        |  |
|  | A2               | Spagna           | Spagna           | Spagna      | 0           | 2           |            |            |  |  |        |        |        |  |
|  | A2               | Spagna           |                  |             |             |             |            |            |  |  |        |        |        |  |
|  | B2               | Italia           | 1                |             |             |             |            |            |  |  |        |        |        |  |

#### Quarti
| 7 ottobre | Spagna | 2 – 1 | Italia | Riva 4 |

|  | Polonia | 5 – 0 | Irlanda | Riva 4 |

|  | Inghilterra | 2 – 0 | Francia | Riva 4 |

|  | Turchia | 2 – 1 | Russia | Riva 4 |

#### Semifinali
| 8 ottobre | Turchia | 2 – 0 | Polonia | Riva 4 |

|  | Inghilterra | 3 – 0 | Spagna | Riva 4 |

#### Finale 3º-4º posto
| 9 ottobre | Polonia | 3 – 1 | Spagna | Riva 4 |

#### Finale 1º-2º posto
| 9 ottobre | Turchia | 2 – 1 | Inghilterra | England Vodafone Park |